# Wiśniew (gromada w powiecie mińskim)
Wiśniew – dawna gromada, czyli najmniejsza jednostka podziału terytorialnego Polskiej Rzeczypospolitej Ludowej w latach 1954–1972.
Gromady, z gromadzkimi radami narodowymi (GRN) jako organami władzy najniższego stopnia na wsi, funkcjonowały od reformy reorganizującej administrację wiejską przeprowadzonej jesienią 1954 do momentu ich zniesienia z dniem 1 stycznia 1973, tym samym wypierając organizację gminną w latach 1954–1972.
Gromadę Wiśniew z siedzibą GRN w Wiśniewie utworzono – jako jedną z 8759 gromad na obszarze Polski – w powiecie mińskim w woj. warszawskim, na mocy uchwały nr VI/10/7/54 WRN w Warszawie z dnia 5 października 1954. W skład jednostki weszły obszary dotychczasowych gromad Budy Kumińskie, Rządza i Wiśniew ze zniesionej gminy Jakubów, obszar dotychczasowej gromady Kamionka ze zniesionej gminy Rudzienko oraz obszary dotychczasowych gromad Turek i Nart ze zniesionej gminy Chrościce w tymże powiecie. Dla gromady ustalono 14 członków gromadzkiej rady narodowej.
1 stycznia 1958 do gromady Wiśniew przyłączono wsie Garczyn Mały, Pokrzywnik, Strzebula i Zimnowoda ze zniesionej gromady Czarnogłów w tymże powiecie.
31 grudnia 1959 do gromady Wiśniew przyłączono wsie Ruda Pniewnik i Wólka Kobylańska ze znoszonej gromady Rynia oraz wsie Garczyn Duży i Żebrówka ze znoszonej gromady Kluki w tymże powiecie.
Gromada przetrwała do końca 1972 roku, czyli do kolejnej reformy gminnej.